# Anne Van Hout
Pour les articles homonymes, voir Van Hout.
Anne Van Hout est une neuropsychiatre belge, spécialiste de l'enfant, née le 16 avril 1944 à Bruxelles, où elle meurt le 12 novembre 2003.

## Biographie
Elle fait des études de médecine et obtient une spécialisation en pédiatrie. Elle devient neuropsychiatre, puis, elle passe le diplôme pour enseigner à l'université.
Elle écrit des livres, notamment sur les troubles d'apprentissage des enfants.
Elle est inhumée au Nouveau Cimetière de Berchem-Sainte-Agathe.

## Ouvrages
- L'Aphasie de l'enfant (Mardaga, 1984)
- Les Dyslexies (Masson, 1994, réédition 2001)
- Les Bégaiements (Masson, 2000, réédition 2002)
- Troubles du calcul et aux dyscalculies chez l'enfant (Masson, 2001)